# 翁东
翁东（1926年7月3日—1967年9月）中校，是印度尼西亚在1965年的九三〇事件中发动政变未遂的领导人之一。
作为一名职业军人，翁东是由苏哈托于1962年派往西新几内亚最早的官员。目的是去驱逐仍然控制于此的荷兰殖民者。由于这次行动，翁东升任中校并获得军章。
1965年九三〇事件中，翁东发动的军事政变，10月1日凌晨，翁东指挥的部队分头袭击了陆军司令雅尼中将和纳苏蒂安等七位将领的住所，绑架了以雅尼中将为首的六名将领并将他们杀害。翁东中校透过电台向全国宣布，他已粉碎印尼“将领委员会”的政变阴谋，并成立“革命委员会”。政变最终失败。1967年9月，翁东被军事法庭判处死刑。